# Petre
Petre (szerbül Владимировац / Vladimirovac, románul Pătrovăsîla , németül Petersdorf) falu Szerbiában, a Vajdaságban, a Dél-bánsági körzetben. Közigazgatásilag Alibunár községhez tartozik.

## Fekvése
Pancsovától északkeletre, Révújfalu és Alibunár közt fekvő település.

## Története
A falu 1809-ben települt a Vladimirovácz nevű pusztán. Petrovoszello volt az eredeti neve, mely nevét Duka Péter temesvári várparancsnoktól vette. Petrovoszello magyarul Péterfalvát jelent. A falu e nevét 1898-ban Románpetrére változtatta.
1831-ben a településen olyan súlyos kolerajárvány pusztított, hogy nem volt ház, amelyben halott ne lett volna, sőt egyes házak egészen kihaltak.
1864-ben pedig a vérbaj lépett fel járványként, melynek 236-an estek áldozatául.
Petre 1872-ig a Határőrvidékhez tartozott és ekkor csatolták Torontál vármegyéhez.
1911-ben egy nagy tűzvészben a nagy gőzmalom égett le és nem sokkal ezután egy raktár és 42 gazdasági udvar hamvadt el a tűzben.
1910-ben  5927 lakosából 47 fő magyar, 95 fő német, 8 fő szlovák, 5507 fő román, 2 fő horvát, 85 fő szerb, 93 fő egyéb (legnagyobbrészt cseh, cigány, bolgár) anyanyelvű volt. Ebből 138 fő római katolikus, 5 fő görögkatolikus, 12 fő református, 6 fő ág. hitv. evangélikus, 5627 fő görögkeleti ortodox, 8 fő izraelita, 41 fő egyéb (legnagyobbrészt felekezeten kívüli "nazarénusok") vallású volt. A lakosok közül 2174 fő tudott írni és olvasni, 362 lakos tudott magyarul.
A trianoni békeszerződés előtt Torontál vármegye Alibunári járásához tartozott.
Az 1. világháború után híressé lett arról, hogy itt működött Baba Anujka ("Anujka nagymama"), a híres szerb méregkeverő asszony.

## Népesség

### Demográfiai változások
| 1948 | 1953 | 1961 | 1971 | 1981 | 1991 | 2002 | 2011 |
| ---- | ---- | ---- | ---- | ---- | ---- | ---- | ---- |
| 5261 | 5294 | 5519 | 5335 | 5106 | 4539 | 4111 | 3868 |

## Nevezetességek
- Görögkeleti temploma - 1859-1863. között épült